# Mirandolina (Martinů)
Mirandolina ist eine komische Oper in drei Aufzügen des tschechischen Komponisten Bohuslav Martinů, beruhend auf der gleichnamigen Komödie Mirandolina von Carlo Goldoni (italienischer Originaltitel: La locandiera). Die Originalfassung der Oper ist in italienischer Sprache, Martinů selbst hat Goldonis Text für die Vertonung eingerichtet.
Mirandolina trägt die Werknummer H. 346 im Halbreich-Verzeichnis. Das Werk entstand in den Jahren 1953 und 1954. Uraufgeführt wurde es allerdings erst am 17. Mai 1959, kurz vor Martinůs Tod, vom Prager Nationaltheater in seiner Spielstätte im Smetana-Theater in einer tschechischen Übersetzung. Die Erstaufführung in Deutschland fand 1960 in Essen statt. Erst die Aufführungen beim Wexford Festival 2002 in Irland und die beim Garsington Opera Festival 2009 in England führten zu einer breiteren Aufnahme des Werkes.

## Entstehungsgeschichte
Goldonis Komödie wurde mindestens zwölfmal vertont, mehrmals bereits im 18. Jahrhundert. Beispielsweise schrieben im Jahr 1773 Antonio Salieri seine Oper La locandiera, uraufgeführt im Wiener Kärntnertortheater, und Pietro Alessandro Guglielmi seine Mirandolina, uraufgeführt in Venedig. Weitere Opernfassungen stammen unter anderem von Johann Simon Mayr (1800), Giuseppe Farinelli (1803), Henry Kimball Hadley (1918) und Richard Mohaupt (1937). Auf den Spielplänen hielt sich allerdings keine dieser Vertonungen.
Martinů lebte von 1923 bis 1940 in Paris. Nachdem seine Musik in seiner Heimat von den Nationalsozialisten verboten worden war und sich bereits der Einmarsch deutscher Truppen in Paris abzeichnete, floh er zuerst nach Südfrankreich und emigrierte dann über Lissabon in die Vereinigten Staaten. 1952 wurde er Staatsbürger der USA, 1953 kehrte er mit seiner Ehefrau Charlotte, einer Französin, nach Europa zurück und bezog vorerst in Nizza Quartier. Dort entstand zwischen dem 15. Dezember 1953 und dem 1. Juli 1954 die Oper Mirandolina.
Leben und Werk des neoklassischen Komponisten waren immer wieder von Phasen unerschütterlichen Optimismus geprägt. So schrieb er 1940 in Aix-en-Provence auf der Flucht vor den Nazis eine Sinfonietta giocosa. Nach seiner Rückkehr 1953 nach Südfrankreich entschied er sich wiederum für ein heiteres Sujet. Er hatte in diesem Jahr ein Guggenheim-Stipendium für die Komposition einer Oper zugesprochen bekommen und wollte diese mit einem Abgabetermin versehene Verpflichtung möglichst rasch erfüllen. Die Idee, Die Besessenen von Dostojewski zu vertonen, wurde zwar erwogen, aber schließlich doch verworfen. Jaroslav Mihule schreibt, „die schöne französische Riviera mit ihrem azurblauen Himmel und der duftende Meeresbrise“ hätte den Gehalt seiner Kompositionen in dieser Lebensphase bestimmt. Überdies habe er sich seiner Liebe zu Italien erinnert, die ihren Ursprung im Jahr 1922 auf einer Tournee mit der Tschechischen Philharmonie hatte, in deren Rahmen er auch nach Florenz kam, dem Schauplatz von Goldonis Komödie.
Nachdem die Entscheidung für das Sujet gefallen war, ging die Arbeit zügig voran. Martinů beschloss, das Stück Goldonis in der Originalsprache zu vertonen und das Libretto selbst einzurichten. Da er selbst Italienisch nicht gut genug beherrschte, nutzte er für das Libretto eine zweisprachige Ausgabe des Theatertexts in Italienisch und Französisch. Zur Klärung offener Fragen begab er sich im Februar 1954 einige Tage nach Italien, um sich von Olga Schallberger sprachlich beraten zu lassen. Das Ergebnis war jedoch nicht befriedigend. Glücklicherweise erklärte sich ein alter Freund aus Pariser Tagen, Antonio Aniante, bereit, Martinů nicht nur beim Textverständnis zu unterstützen, sondern auch in Kadenz und Betonung. Ursprünglich sollte das Werk genauso wie die literarische Vorlage La locandiera heißen, ihren endgültigen Namen fand die Oper erst im Rahmen der Prager Uraufführung. Aus den Aufzeichnungen seiner Frau geht hervor, dass der zweite Aufzug am 7. Mai und der dritte am 23. Juni 1954 fertiggestellt werden konnten. Die Komposition des Saltarellos, der Einleitung des dritten Aktes, wurde am 30. Juni 1954 abgeschlossen.

## Inhalt

### Erster Akt
In Mirandolinas Herberge streiten sich der Marchese und der Conte, wer von den beiden über mehr Geld verfüge. Hintergrund des Streits ist, dass sich beide in die äußerst attraktive Wirtin verliebt haben und jeder die bessere Partie darstellen will. Der Cavaliere, ein Frauenverächter, erscheint und bietet sich als Schlichter des Streits an. In seinen Augen ist es lächerlich, sich wegen einer Frau zu streiten. Als Mirandolina auftritt, um das Foyer zu putzen, verschlägt es den drei Herren – ob ihrer Schönheit – die Sprache. Fabrizio ist der Kellner in Mirandolinas Herberge. Eifersüchtig beobachtet er, wie seine Dienstgeberin allen männlichen Gästen den Kopf verdreht. Dennoch kümmert er sich gewissenhaft um seine Arbeit.

### Zweiter Akt
Ortensia und Deianira erscheinen und geben vor, von Stand zu sein. Sie wollen sich bei Fabrizio einmieten, doch Mirandolina durchschaut und demaskiert die beiden. Der Marchese kämpft mittels eines Seidentuches um die Aufmerksamkeit der schönen Wirtin, doch sie möchte den frauenfeindlichen Cavaliere bekehren, bedient ihn persönlich und bezirzt ihn mit allen ihr zur Verfügung stehenden Mitteln. Das Raubein wird schwach und verliebt sich rasch. Die beiden essen gemeinsam, singen zusammen ein Trinklied und nähern sich einander an. Schließlich setzt die Wirtin das ultimative Mittel ein, eine fiktive Ohnmacht, die den Cavaliere glauben lässt, Mirandolina habe sich in ihn verliebt. Während er sie mit Wasser wiederzubeleben versucht, amüsieren sich Marchese und Conte über das Spiel.

### Dritter Akt
Mirandolina kümmert sich um die Wäsche, Fabrizio bringt das Bügeleisen. Der Cavaliere tritt auf und möchte wissen, ob sich Mirandolina wieder erholt hat. Als er erkennen muss, dass sich die Wirtin mehr für ihren Kellner interessiert als für ihn, wird er wütend und handgreiflich. Doch Fabrizio verteidigt seine Dienstgeberin heldenhaft. Daraufhin verkündet Mirandolina vor den herbeigeeilten Gästen, dass sie sich für Fabrizio entschieden habe und ihn heiraten werde. Der Cavaliere verlässt empört die Szene.

## Charakteristik
Martinů komponierte mit Mirandolina eine klassische Opera buffa, heiter, lebhaft und schnell. Sein Werk gilt „als eine augenzwinkernde Reminiszenz an die Meisterwerke Rossinis“. Die neoklassische Tonalität war auch beeinflusst vom französischen Impressionismus, vom Jazz und von seiner heimatlich-mährischen Volksmusik. Die Genrebezeichnung ist schwierig, sie bewegt sich zwischen dramma giocoso, wie Salieri und Guglielmi ihre Vertonungen nannten, oder komischer Oper – oder überhaupt als Verknüpfung mehrerer Genres, wie das Werk vom Teatro La Fenice beschrieben wird: „un delizioso ibrido tra opéra-comique, Singspiel ed operetta“, auf Deutsch: „eine köstliche Mischung aus Opéra-comique, Singspiel und Operette“.
Formal auffallend ist, dass neben Gesang und Sprechgesang auch gesprochene Passagen integriert sind – bei durchgehender Orchesterbegleitung. Das Teatro La Fenice beschreibt „die hellen Töne, die funkelnden Dialoge und einen Hauch von Melancholie“, die das Werk durchziehen. Der britische Regisseur David Pountney lobte Martinů für seine witzigen und ironischen Anspielungen auf italienische Madrigale, französisches Vaudeville und die klassische Opera buffa. Martinůs Biograph Brian Large wies auf einige Höhepunkte der Partitur hin – die Koloraturarie Mirandolinas in der 6. Szene des ersten Aufzugs, die Walzer, Intermezzi und den Saltarello zu Beginn des dritten Aufzugs. Letzterer wird oft in Konzerten aufgeführt und wurde auch auf Tonträgern aufgezeichnet.

## Aufführungsgeschichte

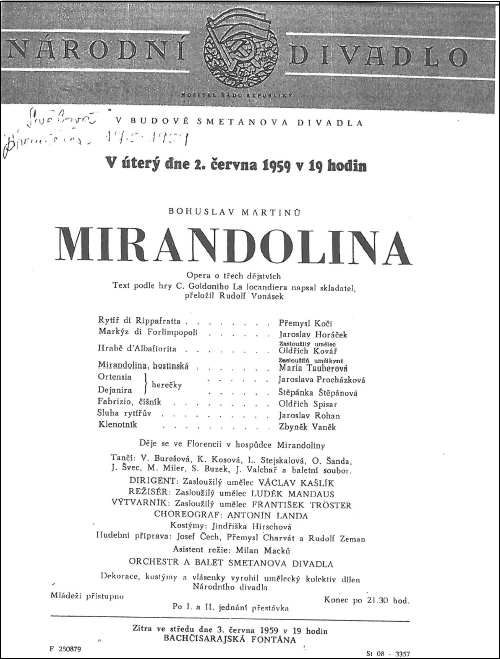
Aufführung am 2. Juni 1959 im Smetana-Theater, Prag

Nach ihrer Uraufführung am 17. Mai 1959 im Smetana-Theater, der heutigen Staatsoper Prag, blieb die Oper bis 1963 auf dem Spielplan. Eine weitere Aufführungsserie durch das Prager Nationaltheater gab es von 1980 bis 1982. In beiden Serien wurde das Werk in tschechischer Sprache aufgeführt, übersetzt von Rudolf Vonásek.
In Deutschland wurde das Werk erstmals 1960 an den Städtischen Bühnen Essen gespielt mit Käthe Graus in der Titelrolle, auch nicht in der Originalsprache, sondern in einer deutschen Übersetzung von Carl Stueber. Die frühe Aufführungsgeschichte des Werkes wurde – mit Ausnahme der Uraufführungs-Inszenierung – noch nicht wissenschaftlich erarbeitet.
Das Wexford Festival Opera in Südost-Irland präsentierte die Oper im Jahr 2002, mit Daniela Bruera in der Titelrolle, dirigiert von Riccardo Frizza und inszeniert von Paul Curran. Die Erstaufführung im Vereinigten Königreich erfolgte 2009 beim Festival Garsington Opera. Die Titelpartie sang dort Juanita Lascarro, es dirigierte Martin André, es inszenierte Martin Duncan.
Am 5. Dezember 2013 hatte das Werk am Mährisch-Schlesischen Nationaltheater in Ostrava Premiere, erstmals in Tschechien wurde die Oper in italienischer Originalsprache gesungen. Im März 2014 folgte die erste originalsprachige Aufführung in Deutschland – am Stadttheater Gießen, inszeniert von Andriy Zholdak, dirigiert von Michael Hofstetter. Im April 2014 präsentierte das Opernstudio der Bayerischen Staatsoper das Werk im Münchner Cuvilliés-Theater, dirigiert von Alexander Prior und inszeniert von Christian Stückl. Im Juni desselben Jahres folgte eine Neuproduktion am Slowakischen Nationaltheater in Bratislava. Am 1. Juli 2016 stellt schließlich auch das Teatro La Fenice in Venedig die Oper Martinůs vor.
Besetzungen wichtiger Inszenierungen:
|                          | Uraufführung 17. Mai 1959 | Wexford Festival 2002 | Cuvilliés-Theater 2014 | Teatro La Fenice 2016 |
| ------------------------ | ------------------------- | --------------------- | ---------------------- | --------------------- |
| Mirandolina              | Maria Tauberová           | Daniela Bruera        | Mária Celeng           | Silvia Frigato        |
| Ortensia                 | Jaroslava Procházková     | Tereza Mátlová        | Yulia Sokolik          | Giulia Della Peruta   |
| Dejanira                 | Štěpánka Štěpánová        | Elena Traversi        | Rachael Wilson         | Laura Verrecchia      |
| Conte d'Albafloria       | Oldřich Kovář             | Simon Edwards         | Joshua Stewart         | Marcello Nardis       |
| Cavaliere di Ripafratta  | Přemysl Kočí              | Enrico Marabelli      | Andrea Borghini        | Omar Montanari        |
| Marchese di Forlimpopoli | Jaroslav Horáček          | Simone Alberghini     | Rafal Pawnuk           | Bruno Taddia          |
| Fabrizio                 | Ivo Žídek                 | Massimiliano Tonsini  | Matthew Grills         | Leonardo Cortellazzi  |
| Dirigent                 | Václav Kašlík             | Riccardo Frizza       | Alexander Prior        | John Axelrod          |

## Aufnahme
Die Wexford-Produktion aus dem Jahr 2002 wurde von der BBC aufgezeichnet und 2004 von Supraphon auf CD publiziert. Orchester der Wexford-Produktion war das Belarussische Nationalorchester.